# Гирбоу (комуна)
Гирбоу (рум. Gârbou) — комуна у повіті Селаж в Румунії. До складу комуни входять такі села (дані про населення за 2002 рік):
- Бездед (233 особи)
- Гирбоу (680 осіб) — адміністративний центр комуни
- Келача (342 особи)
- Поптеляк (372 особи)
- Соломон (427 осіб)
- Фабріка (107 осіб)
- Чернук (278 осіб)

Комуна розташована на відстані 367 км на північний захід від Бухареста, 27 км на схід від Залеу, 44 км на північ від Клуж-Напоки.

## Населення
За даними перепису населення 2002 року у комуні проживали 2439 осіб.
Національний склад населення комуни:
| Національність | Кількість осіб | Відсоток |
| -------------- | -------------- | -------- |
| румуни         | 2254           | 92,4%    |
| цигани         | 174            | 7,1%     |
| угорці         | 11             | 0,5%     |

Рідною мовою назвали:
| Мова      | Кількість осіб | Відсоток |
| --------- | -------------- | -------- |
| румунська | 2352           | 96,4%    |
| циганська | 76             | 3,1%     |
| угорська  | 10             | 0,4%     |
| німецька  | 1              | < 0,1%   |

Склад населення комуни за віросповіданням:
| Релігія        | Кількість осіб | Відсоток |
| -------------- | -------------- | -------- |
| православні    | 2274           | 93,2%    |
| п'ятдесятники  | 116            | 4,8%     |
| греко-католики | 36             | 1,5%     |
| реформати      | 8              | 0,3%     |
| римо-католики  | 3              | 0,1%     |
| старообрядці   | 1              | < 0,1%   |